# الوشواشة
الوشواشة هي المنطقة الممتدة بين جبل الشعانبي وجبل السلوم وبين بلدة الدغرة وبلدة تلابت جنوبي مدينة القصرين بالوسط الغربي من البلاد التونسية. وهي الموطن الأصلي لعشيرة بني أبي عزّة (أولاد بوعزّة) وهي أحد أهم فروع قبيلة الأفيال من بطون شعب الفراشيش العظيم صاحب الحضارة العريقة الممتدة إلى ما قبل العهد الروماني. والمنطقة مليئة بالآثار التاريخية التي تشهد على ذلك.
والوشواشة هي مسقط رأس عدد من كبار الشخصيات التونسية في العلوم والفنون والآداب وكان سكانها يعيشون على تربية الماشية والزراعة والنشاطات الجبلية كجمع بذور الصنوبر وصناعة الفحم الخشبي. ويمر بقلب المنطقة جدول يسيل شتاءً ويسمّى وادي الفروخ. ولأن المنطقة تقع على سفح أعلى قمة جبلية في تونس فإن الزراعة بها ما زالت يدوية لصعوبة عمل الآلات الزراعية في المناطق الوعرة.
‌